# Югла (станция)
Ю́гла (латыш. Jugla) — железнодорожная станция на линии Рига — Лугажи, ранее являвшейся частью Псково-Рижской железной дороги. Станция была открыта в 1900 году как разъезд Егель, переименована в 1919 году.
Находится на территории Видземского предместья Риги.
Участок Земитаны — Югла с начала 1990-х годов был электрифицирован постоянным током, но электропоезда и электровозы здесь не курсировали. По состоянию на 2023 год электрификация демонтирована.